# Svartsoppa

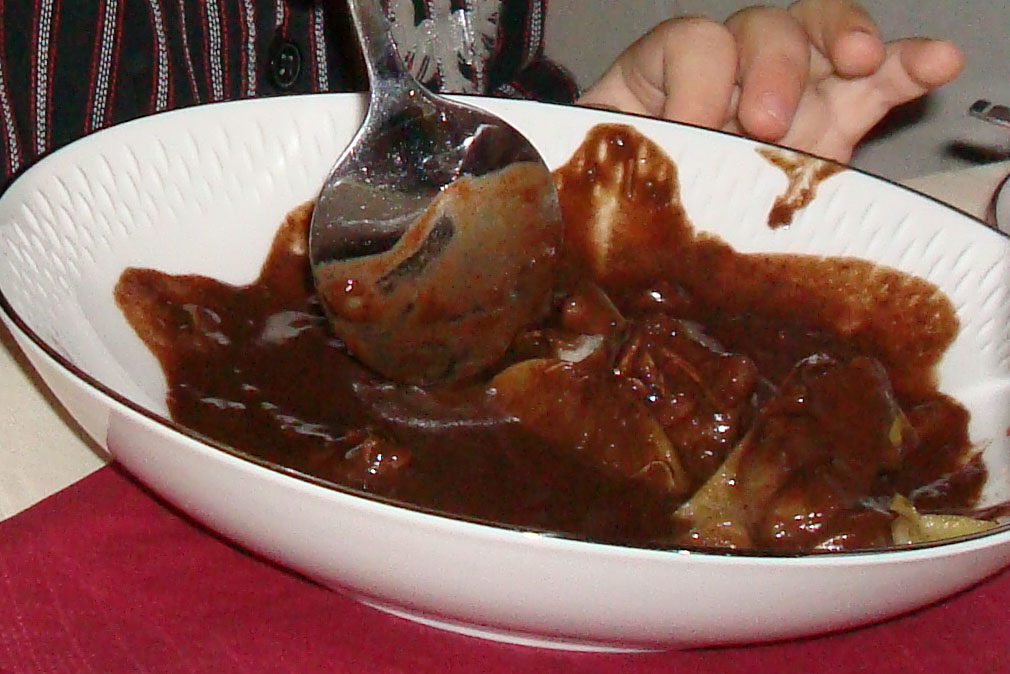
Svartsoppa.

Svartsoppa tillagas av bland annat buljong och gåsblod. Den reds och smaksätts därefter med sirap, starkvin, cognac, vinäger, kryddnejlika, ingefära och kryddpeppar. Till soppan serveras kokta äppelklyftor och katrinplommon, gåsleverkorv och kokt gåskrås.

## Historik och varianter
Rätten har anor ända från renässansen. På den tiden åts den som festmat när som helst på året; en svartsoppeätare var biskop Brask. Nuförtiden är svartsoppa en traditionell förrätt vid en gåsmiddag på Mårtensafton.
Svartsoppa i kombination med stekt gås lanserades i Stockholm på Piperska muren under 1850-talet. Smaken beskrivs som en blandning av pepparkaksdeg och blodpudding.
Som skånsk "landskapsrätt" är svartsoppa av relativt sent datum.